# Världsmästerskapen i skidskytte 2019
Världsmästerskapen i skidskytte 2019 avgjordes den 6–17 mars 2019 i Östersund i Sverige, som vann omröstningen i Sankt Wolfgang i Österrike den 7 september 2014 över Rasen-Antholz i Italien, Nové Město na Moravě i Tjeckien och Chanty-Mansijsk i Ryssland. Tävlingarna avgjordes i Östersund även åren 1970 och 2008.

## Tävlingsprogram
Alla tider är lokala (UTC+1).
| Datum   | Tid   | Gren                             |
| ------- | ----- | -------------------------------- |
| 7 mars  | 16:15 | Mixstafett 2 × 6 km + 2 × 7,5 km |
| 8 mars  | 16:15 | Damer 7,5 km sprint              |
| 9 mars  | 16:30 | Herrar 10 km sprint              |
| 10 mars | 13:45 | Damer 10 km jaktstart            |
| 10 mars | 16:30 | Herrar 12,5 km jaktstart         |
| 12 mars | 15:30 | Damer 15 km distans              |
| 13 mars | 16:10 | Herrar 20 km distans             |
| 14 mars | 17:10 | Singelmixstafett 6 km + 7,5 km   |
| 16 mars | 13:15 | Damer 4 × 6 km stafett           |
| 16 mars | 16:30 | Herrar 4 × 7,5 km stafett        |
| 17 mars | 13:15 | Damer 12,5 km masstart           |
| 17 mars | 16:00 | Herrar 15 km masstart            |

## Medaljöversikt

### Herrar
| Disciplin            | Guld                                                                                 | Silver                                                     | Brons                                                                        |
| Distans (20 km)      | Arnd Peiffer Tyskland                                                                | Vladimir Ilijev Bulgarien                                  | Tarjei Bø Norge                                                              |
| Sprint (10 km)       | Johannes Thingnes Bø Norge                                                           | Aleksandr Loginov Ryssland                                 | Quentin Fillon Maillet Frankrike                                             |
| Jaktstart (12,5 km)  | Dmytro Pidrutjnyj Ukraina                                                            | Johannes Thingnes Bø Norge                                 | Quentin Fillon Maillet Frankrike                                             |
| Masstart (15 km)     | Dominik Windisch Italien                                                             | Antonin Guigonnat Frankrike                                | Julian Eberhard Österrike                                                    |
| Stafett (4 × 7,5 km) | Norge Lars Helge Birkeland Vetle Sjåstad Christiansen Tarjei Bø Johannes Thingnes Bø | Tyskland Erik Lesser Roman Rees Arnd Peiffer Benedikt Doll | Ryssland Matvej Jelisejev Nikita Porsjnev Dmitrij Malysjko Aleksandr Loginov |

### Damer
| Disciplin          | Guld                                                                                  | Silver                                                        | Brons                                                                     |
| Distans (15 km)    | Hanna Öberg Sverige                                                                   | Lisa Vittozzi Italien                                         | Justine Braisaz Frankrike                                                 |
| Sprint (7,5 km)    | Anastasija Kuzmina Slovakien                                                          | Ingrid Landmark Tandrevold Norge                              | Laura Dahlmeier Tyskland                                                  |
| Jaktstart (10 km)  | Denise Herrmann Tyskland                                                              | Tiril Eckhoff Norge                                           | Laura Dahlmeier Tyskland                                                  |
| Masstart (12,5 km) | Dorothea Wierer Italien                                                               | Jekaterina Jurlova-Percht Ryssland                            | Denise Herrmann Tyskland                                                  |
| Stafett (4 × 6 km) | Norge Synnøve Solemdal Ingrid Landmark Tandrevold Tiril Eckhoff Marte Olsbu Røiseland | Sverige Linn Persson Mona Brorsson Anna Magnusson Hanna Öberg | Ukraina Anastasija Merkusjyna Vita Semerenko Julija Dzjyma Valj Semerenko |

### Mix
| Disciplin                     | Guld                                                                                      | Silver                                                           | Brons                                                              |
| Stafett (2 × 6 + 2 × 7,5 km)  | Norge Marte Olsbu Røiseland Tiril Eckhoff Johannes Thingnes Bø Vetle Sjåstad Christiansen | Tyskland Vanessa Hinz Denise Herrmann Arnd Peiffer Benedikt Doll | Italien Lisa Vittozzi Dorothea Wierer Lukas Hofer Dominik Windisch |
| Singelstafett (6 km + 7,5 km) | Norge Marte Olsbu Røiseland Johannes Thingnes Bø                                          | Italien Dorothea Wierer Lukas Hofer                              | Sverige Hanna Öberg Sebastian Samuelsson                           |

## Medaljligan
| Pl.    | Nation    | Guld | Silver | Brons | Totalt |
| ------ | --------- | ---- | ------ | ----- | ------ |
| 1      | Norge     | 5    | 3      | 1     | 9      |
| 2      | Tyskland  | 2    | 2      | 3     | 7      |
| 3      | Italien   | 2    | 2      | 1     | 5      |
| 4      | Sverige   | 1    | 1      | 1     | 3      |
| 5      | Ukraina   | 1    | 0      | 1     | 2      |
| 6      | Slovakien | 1    | 0      | 0     | 1      |
| 7      | Ryssland  | 0    | 2      | 1     | 3      |
| 8      | Frankrike | 0    | 1      | 3     | 4      |
| 9      | Bulgarien | 0    | 1      | 0     | 1      |
| 10     | Österrike | 0    | 0      | 1     | 1      |
| Totalt | Totalt    | 12   | 12     | 12    | 36     |